# Assiniboiner

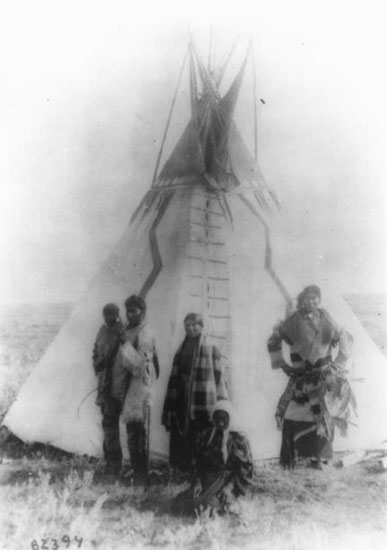
Assiniboinfamilj i Montana 1890-91.

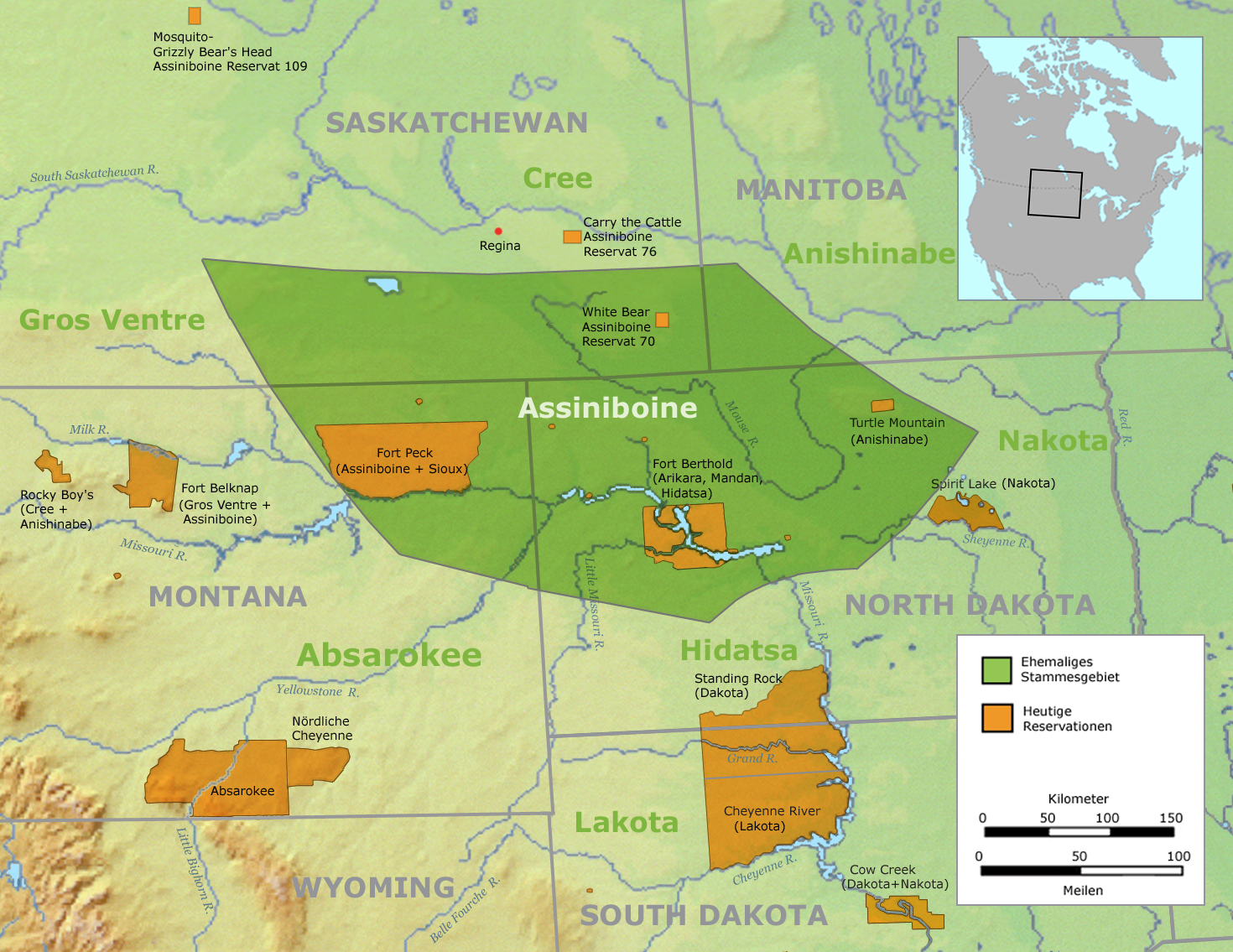
Karta över assiniboinernas traditionella bosättningsområde (grönt). Orange visar dagens reservat för assiniboiner och andra.

Assiniboiner ("stensiouxer") är en algonkinspråkig benämning på en siouxtalande nordamerikansk indianstam. Själva kallar de sig Nakhoda ("allians av vänner") men Ojibwa-stammens benämning på dem (egentligen Asiniibwaan) är den som vanligen används i litteraturen. 

## Ursprung
Tidigare ansåg man att stammen uppkommit genom utbrytning från någon av de egentliga siouxstammarna. De språkliga och kulturella likheterna förmenades vara så stora att utbrytningen måste ha skett senast på 1600-talet, eftersom Assiniboinerna nämns som en stam omkring 1640, och att den mest sannolika siouxgruppen var Yankton, eller möjligen Lakota. 
Nyare forskning har dock visat att den del av de i Kanada bosatta assiniboinerna som kallas Stoney och de tre huvudgrupperna inom sioux inte kan kommunicera språkligt flytande med varandra, vilket antyder att den språkliga släktskapen mellan dem och Yankton inte alls är lika nära som till exempel mellan Yankton och Lakota som kan kommunicera utan några som helst problem. Den här språkliga skillnaden har föranlett en del att börja betrakta stoneyindianerna som en separat stam som inte ska räknas till assiniboinerna. Språkforskningen anser dock att skillnaden är framför allt talspråklig och inte större än att det är rimligare att betrakta de två som dialektvarianter av samma språk. Att de setts som samma folk verkar rätt klart. Namnet "Stoney" verkar vara helt enkelt vara en översättning till engelska av "Asiniibwaan".

## Bosättningsområde
Assiniboinernas existens blev känd för de vita redan omkring 1640 och i slutet av 1700-talet låg deras huvudområde mellan White Earth River och Mouse River, där de slagit sig ner lockade av närheten till Hudson Bay-kompaniets handelsstation vid den plats där Mouse River flyter samman med Assiniboine River. Assiniboiner var dock nomader redan vid tiden för den första kontakten med de vita och rörde sig inom ett område som på ett ungefär omfattar delstaten Montana i USA och stora delar av de kanadensiska provinserna Saskatchewan, Alberta och Manitoba. Genom sin rörlighet och kontakterna med vita handelsmän blev Assiniboinerna något av präriens handelsresande och fungerade i likhet med Kråkindianerna ofta som mellanhänder vid långväga affärstransaktioner mellan öst och väst. De hade rykte om sig att vara ovanligt fientliga mot besökare och Lewis och Clarks expedition försökte därför undvika deras område 1804. Något senare besökare (1830-talet) som George Catlin och Karl Bodmer fick dock inga problem när de besökte stammen. Förmodligen var den inte helt sanningsenliga informationen avsedd att hålla borta eventuella konkurrenter till de brittiska handelsstationer som vid den tiden fanns vid Assiniboine River.

## Allianser
Trots den språkliga och kulturella släktskapen stod assiniboinerna inte på särskilt vänskaplig fot med de egentliga siouxerna, utan var i stället nära allierade med Cree-stammen och senare även med Ojibwa.

## Demografi
Vid den amerikanska folkräkningen 2000 rapporterade 4 838 människor att de räknade de sig som helt eller delvis Assiniboine. I Kanada rapporterade den vetenskapliga litteraturen att antalet etniska assiniboiner uppgick till cirka 5 000 år 1997. Av dessa talade omkring 250 språket.
Assiniboinernas språk hotas i dag av utdöende. Omkring 200 talare återstår, de flesta ålderstigna.[källa behövs]